# Adam Klein
Adam Klein (ur. ok. 1735 w Krakowie (?) - zm. po 1793) – drukarz, rajca miejski, burmistrz Przemyśla.

## Działalność drukarska
Po raz pierwszy pojawił się w aktach Akademii Krakowskiej 20 maja 1749 jako towarzysz sztuki drukarskiej. Po okresie ok. 2,5 roku (11 października 1751) wpisany w rejestr zawodu drukarskiego. Pracę rozpoczął w drukarni Akademii Krakowskiej, a następnie w 1752 został kierownikiem drukarni biskupa Andrzeja Stanisława Załuskiego. W tym samym roku otworzył własną oficynę przy ul. Szpitalnej. Do dziś zachowało się 7 druków wydanych przez typografię Kleina w Krakowie. W 1754 przeniósł się do Przemyśla, gdzie założył pierwszą w mieście drukarnię. Spośród 18 dzieł wydanych w Przemyślu większość dotyczyło tematyki kościelnej. 17 listopada 1757 sprzedał drukarnię przemyskim jezuitom.

## Działalność społeczna
Po zakończeniu pracy drukarza działał w samorządzie Przemyśla. W 1758 objął funkcję wójta sądowego, którą pełnił z przerwami do 1780 roku. W latach 1759–1770, 1774–1781, 1782, 1788 pełnił funkcję burmistrza miasta (przewodniczącego rady miejskiej). Kilkakrotnie wybierany był na urząd podwójciego (landwójta). W latach 1776–77, 1783 był także pisarzem rady i ławy sądowej.